# 今福孝男
今福 孝男（いまふく たかお、昭和44年6月13日 - ）は、日本の外交官。

## 人物
広島県安芸高田市（旧・高田郡吉田町）出身。麻布中学校・高等学校を経て、1993年3月に一橋大学法学部卒業後、外務省入省。在ドイツ大使館公使、大臣官房参事官等を経て、2024年1月より大臣官房審議官を務める。

## 略歴
- 平成5年4月　外務省入省
- 平成23年8月　内閣官房内閣総務官室総理大臣官邸事務所 官房副長官秘書官
- 平成25年8月　外務省北米局日米安全保障条約課企画官
- 平成26年7月　総合外交政策局安全保障政策課宇宙室長
- 平成27年10月　国際協力局国別開発協力第三課長
- 平成28年10月　国際協力局開発協力総括課長
- 平成29年1月　国際協力局政策課長
- 令和元年7月　在ドイツ日本国大使館 参事官
- 令和2年1月　在ドイツ日本国大使館 公使
- 令和4年9月　大臣官房参事官兼総合外交政策局（大使）
- 令和5年11月　大臣官房サイバーセキュリティ・情報化参事官兼総合外交政策局
- 令和6年1月　大臣官房審議官
- 令和6年7月　大臣官房審議官（総括担当） 兼 大臣官房公文書監理官

## 同期
- 今西淳（23年ドバイ総領事）
- 大河内昭博（24年大臣官房審議官（アジア大洋州局、アジア大洋州局南部アジア部担当））
- 岡野結城子（24年国際文化交流審議官）
- 林誠（24年大臣官房審議官（経済局、アジア大洋州局、アジア大洋州局南部アジア部担当））
- 松川るい（16年参議院議員）